# روبین کولویل
روبین کولویل (انگلیسی: Rubin Colwill؛ زادهٔ ۲۷ آوریل ۲۰۰۲) بازیکن فوتبال است.
وی همچنین در تیم ملی فوتبال زیر ۲۱ سال ولز بازی کرده‌است.